# Ricardo Da Force
Ricardo da Force (* 30. April 1967 in London, Vereinigtes Königreich; †  8. März 2013 auf Barbados; eigentlich Jervis Ricardo Alfonso Lyte) war ein britischer Rapper und DJ. Bekannt wurde er durch das Musikvideo Justified and Ancient der Gruppe The KLF.

## Leben
Er wurde in London geboren, wo er auch aufwuchs. Entdeckt durch Paul Oakenfold war er als Rapper und DJ – oft auch als Background- oder Gastsänger – Mitglied verschiedenster Gruppen, Bands und Ensembles tätig: Da Force spielte mit Clubzone, Groovelux SoulSounds, Dr. Baker, Fire Island, Vitamino, X-Press II, Ramp, Greed, Trancylvania und N-Trance.
Zu den bekanntesten Künstlern, mit denen er sang, gehörten The KLF, mit denen er drei Songs aufnahm, darunter Justified and Ancient, seine bekannteste Nummer überhaupt, an der Seite von Tammy Wynette. Daneben war er auch in einem Song von Adamski zu hören.
Auch hat er einige Songs geschrieben und als DJ an berühmten Orten, so in Dubai, Ibiza und Mykonos, gespielt.
In der Nacht auf den 8. März 2013 verstarb Da Force im Alter von 45 Jahren an den Folgen einer Hirnblutung. Bestattet wurde er auf einem Friedhof auf Barbados.

## Diskografie (Auswahl)
- Adamski, The Space Jungle, Single, 1991
- The KLF, 3 am Eternal, Single, 1991
- The KLF, Last Train to Trancentral, 1991
- The KLF, Justified and Ancient, Single, 1992
- Greed, Pump Up the Volume, Single, 1994
- Clubzone, Hands Up, 1994
- Clubzone feat. Ricardo Lyte & Beverli Skeete, Passion Of The Night, 1995
- N-Trance, D.I.S.C.O, 1995
- N-Trance, Stayin’ Alive, 1995
- Why?, Single, 1996